# Alfred Ernest Walford
Alfred Ernest Walford, CB, CBE, MM, ED, kanadski general in poslovnež, * 20. avgust 1896, † 1990.
Po vojaški karieri je bil tudi: guverner Univerze McMaster, blagajnik Trgovinske zbornice Montreala, komisionar Skavtov Montrealskega metropolitanskega področja, predsednik Federacije Commonwealtha, predsednik Britanske trgovinske zbornice.